# Norman Cousins
Norman Cousins (n. 24 iunie 1915, West Hoboken⁠(d), New Jersey, SUA – d. 30 noiembrie 1990, Los Angeles, California, SUA) a fost un jurnalist, eseist, critic literar și activist pentru pace american, de origine evreu.Cousins a fost vreme de mai multe decenii redactorul revistei liberale „Saturday Literature Review”. Impresionat de catastrofa umană provocată de bombele nucleare aruncate de țara sa asupra orașelor japoneze Hiroshima și Nagasaki în vara anului 1945, în timpul confruntării finale cu agresorii japonezi în cursul celui de-al Doilea Război Mondial, Cousins s-a făcut cunoscut ca luptător neobosit pentru dezarmarea nucleară. În ultimii ani ai vieții, în urma experienței sale personale, s-a dedicat studiului impactului emoțiilor pozitive asupra rezilienței și a capacității de vindecare a bolilor.

## Biografie
Norman Cousins a fost unul dintre pionierii cercetării asupra biochimiei emoțiilor omenești, el punând în strânsă relație longevitatea ființei de voința acesteia întru sănătate. Jurnalist, militant pentru pace, profesor de științe umane și sociale la Facultatea de Medicină a Universității din California, Cousins a cunoscut pe propria-i piele ce înseamnă un diagnostic fals: la vârsta de 11 ani i s-a spus că suferă de tuberculoză și a fost internat într-un sanatoriu. După o tinerețe de atlet, la senectute ajunge să sufere de o artroză reactivă, de care s-a tratat singur, în dialog cu un medic, cu supradoze de vitamina C, adoptând un program de viață întemeiat pe atitudine pozitivă, dragoste, râs, credință și speranță.

## Traduceri în limba română
- Norman Cousins, "Anatomia unei boli, așa cum a fost percepută de pacient. Considerații asupra vindecării și regenerării", Introducere: Rene Dubos, Traducere din limba engleză: Gabriela Căltuț, Editura Herald, Colecția Terapia, București, 2011, 224 p., ISBN 978-973-111-225-1